# أميديه أوزنفان

أميديه أوزنفان - أجسام متعددة، 1927

أميديه أوزنفان (بالفرنسية: Amédée Ozenfant) (15 أبريل 1886 ، 4 مايو 1966) كاتب ورسام تكعيبي فرنسي. أسس الحركة النقائية بمشاركة المعماري الشهير لو كوربوزييه.

## تعليمه
ولد أوزنفان في عائلة برجوازية في سان-كوينتن في فرنسا، وتلقى تعليمه في جامعة سان-سيباستيان الدومينيكانية. وعاد بعد الانتهاء من تعليمه إلى سان-كوينتن وبدأ بالرسم بالألوان المائية والباستيل.
عام 1904، حضر دورة في الرسم في سان-كوينتن، وبدأ عام 1905 بتعلم فنون الديكور في باريس، حيث كان أساتذته موريس بيلارد فيرنول ثم شارل كوتيت. 

## تعاونه مع لو كوربوزييه وتطوير النقائية

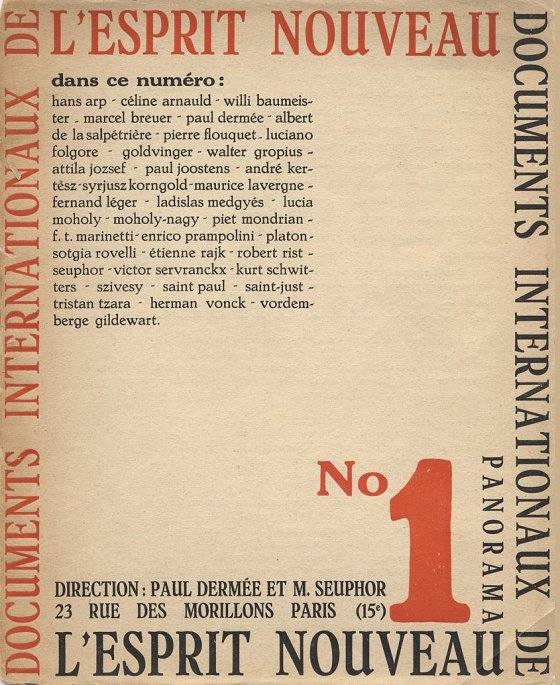
الروح الجديدة، رقم 1، أوكتوبر 1920. حررها بول ديرميه وميشيل سوفور، ولاحقاً لو كوربوزييه وأميديه أوزنفان. تم نشرها من قبل منشورات الروح الجديدة، باريس.

بين عامي 1909-1913، سافر إلى روسيا، إيطاليا، بلجيكا وهولندا، وحضر محاضرات في جامعة فرنسا (Collège de France) في باريس. في 1915، وبالتعاون مع ماكس جيكوب و غيوم أبولينير، أنشأ أوزنفان مجلة الحماسة (L’Elan)، والتي حررها حتى عام 1916، وبدأت نظرياته عن النقائية تتطور.
تمت إقامة معرض نقائي ثان في صالة درويت في باريس عام 1921، حيث عرض أوزنفان أعمالآ له مرة أخرى. و في عام 1924، افتتح مع فرنارد ليغر استوديو للتعليم المجاني، حيث علم كلاً من ألكساندر إيكستر وماري لورينسن.  كتب أوزنفان مع  لو كوربوزييه كتاب الرسم المعاصر (La Peinture Moderne) عام 1925، ونشر عام 1928 كتاباً بعنوان فن، والذي نُشر عام 1931 بالإنكليزية بعنوان أساسات الفن المعاصر. يشرح في هذا الكتاب نظريته في النقائية بشكل كامل، والتي تتميز بأسلوبها الغريب والنازع إلى الإيجاز والاختصار.

## اقرأ أيضاً
- حامد سعيد: رسام ومفكر مصري، تلميذ لأوزنفان.

## روابط خارجية
- أميديه أوزنفان على موقع الموسوعة البريطانية (الإنجليزية)

- بعض لوحاته على موقع Wikiart.org